# ميناو
مِيناو أو مِناو (بالإيطالية: Mineo مينيو)‏ هي بلدة تقع في مقاطعة قطانية في صقلية في إيطاليا.

## السكان
في سنة 1861 بلغ عدد السكان 9٬191 نسمة، وتطور العدد ليصل في سنة 2011 لـ 5٬216 نسمة.
يظهر هذا المخطط البياني تطور النمو السكاني لـ مينيو